# Lara Boonstoppel
Lara Boonstoppel (Dordrecht, 13 maart 1986) is een Nederlands voormalig topkorfbalster en speelster van het Nederlands korfbalteam. Ze werd meerdere malen Nederlands en Europees kampioen en werd wereldkampioen in het shirt van Oranje. 

## Carrière als speelster
Boonstoppel begon met korfbal in Dordrecht, bij CKV Oranje Wit. Ze maakte ook nog een overstap een wat grotere Dordtse vereniging, namelijk Deetos om op hoger niveau te spelen.

### PKC
In 2004 stapte Boonstoppel op 18-jarige leeftijd over naar het Papendrechtse PKC. Ze kwam terecht in het Tweede Team, maar in 2006-2007 maakte ze haar debuut op het hoogste niveau ; de Korfbal League.
Onder coach Steven Mijnsbergen speelde ze in haar eerste KL seizoen 13 wedstrijden. Basisspeelster was ze nog niet, want PKC had met Mady Tims, Suzanne Struik, Marjan de Jong en Saskia Euser een sterke damesselectie. In dit seizoen haalde ze met PKC de veldfinale, maar deze ging verloren van DOS'46 met 17-13.
In 2008 en 2009 maakte Boonstoppel geen minuten, maar in 2009-2010 maakte Boonstoppel onder coach Ben Crum weer deel uit van de hoofdmacht van PKC.
Vanaf 2010-2011 startte PKC een lange reeks Korfbal League finales. PKC stond namelijk in 6 achtereenvolgende finales in de zaal, een ongeëvenaard record in de zaalcompetitie. Van deze 6 finales won PKC er 2, namelijk in 2013 en 2015.
PKC speelde in het jaar na de gewonnen zaalfinales ook de Europacup, een strijd tegen de andere Europese zaalkampioenen. Zo won PKC de Europacup in 2014 en 2016, beide keren van het Belgische Boeckenberg.
In 2015-2016 won Boonstoppel met PKC ook de Nederlandse veldtitel. Niet veel later won het de Supercup, een wedstrijd tegen de Belgische veldkampioen. In deze wedstrijd versloeg PKC het Belgische Boeckenberg met 27-15.

### TOP
In 2017 verruilde Boonstoppel van club en ging ze spelen bij de rivaal van PKC, namelijk TOP. De reden voor deze overstap was dat ze met haar voormalig partner in 1 selectie wilde spelen. Daarnaast was ze verhuisd naar Den Haag, waarbij TOP dichterbij speelde.
Ze speelde 1 seizoen voor TOP, 2017-2018. Ze kwam in dit seizoen tot 5 wedstrijden, aangezien ze meer minuten maakte in het tweede team. Wel stond ze met TOP in de zaalfinale. In deze finale won TOP van het Delftse Fortuna met 24-20, waardoor Boonstoppel voor de 3e keer in haar carrière Nederlands zaalkampioen was geworden.
Op het veld haalde TOP de play-offs, maar verloor het van Fortuna met 22-19. Hierna nam Boonstoppel afscheid als speelster op het hoogste niveau.

## Erelijst
- Korfbal League kampioen, 3x (2013, 2015, 2018)
- Ereklasse veld kampioen, 1x (2016)
- Europacup kampioen, 2x (2014, 2016)
- Supercup kampioen, 1x (2016)

## Oranje
Boonstoppel speelde 12 officiële interlands voor het Nederlands korfbalteam. Ze maakte 3 jaar deel uit van de Oranje selectie en won goud op 3 toernooien:
- EK 2014
- WK 2015
- EK 2016

## Coach
Na haar carrière als speelster werd Boonstoppel coach. Zo staat ze per seizoen 2018-2019 als coach op het veld bij PKC 2.